# 無邪気
無邪気の意味
・ 素直で悪気がないこと。いつわりや作為がないこと。また、そのさま。「—ないたずら」
・ あどけなくかわいらしいこと。また、そのさま。「赤ん坊の—な笑顔」

・ 思慮に欠けること。また、そのさま。「両親や教師は—にもこの事実を忘れている」
| ウィキペディアには「無邪気」という見出しの百科事典記事はありません（タイトルに「無邪気」を含むページの一覧/「無邪気」で始まるページの一覧）。 代わりにウィクショナリーのページ「無邪気」が役に立つかもしれません。 |